# نهر تودغا
يقع نهر تودغا في تنغير، على بعد 168 كم من ورزازات، و160 كم من أرفود، على طول الوادي الذي يحمل الاسم نفسه لنحو خمسين كيلومترًا، مما يشكل واحة من ألوان مميزة. يوجد منبع الوادي عند سفح الأطلس الكبير ليصل حتى الصحراء الكبرى.
يُجاور النهر مضيق تودغا، الذي يحتوي على جدران يمكن أن يصل ارتفاعها إلى 400 متر.